# Charles Trenet

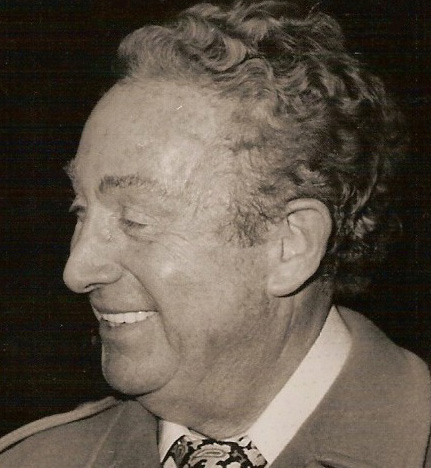
Trenet el 1977

Louis Charles Auguste Claude Trénet, conegut com a Charles Trenet (Narbona, el 18 de maig de 1913 - Créteil, el 19 de febrer de 2001), va ser un autor-compositor i cantant francès d'origen català per banda materna, autor de nombroses cançons esdevingudes molt populars en el repertori musical francòfon.
Anomenat « le Fou chantant », és l'autor de gairebé un miler de cançons, algunes de les quals, com La Mer, Y'a d'la joie, L'Âme des poètes o Douce France, romanen èxits populars al llarg dels temps, fins i tot més enllà de la Francofonia.

## Obra

### Discografia
- La mer
- La romance de Paris
- Le soleil et la lune
- Portrait
- À la porte du garage
- Coin de rue
- Que reste-t-il de nos amours?

### Escrits
- Dodo Manières, Albin Michel, 1940.
- La Bonne Planète, Brunier, 1949.
- Un noir éblouissant, Bernard Grasset, 1965 (rééd. Lattès, 1989).
- Mes jeunes années racontées par ma mère et par moi, Robert Laffont, 1978 (rééd. 1992).
- La Route enchantée, Le Temps singulier, 1981. Présentation de Serge Gainsbourg.
- Pierre, Juliette et l'automate, Robert Laffont, 1983 (rééd. 1999).
- Œuvres d'éternelle jeunesse : Dodo Manières et La Bonne Planète, Michel Lafon, 1988.
- Boum, Chansons folles, Seuil, coll. « Point Virgule », 1988.
- Le Jardin extraordinaire, les chansons de toute une vie, Le Livre de Poche, 1992.
- Tombé du ciel, l'intégrale, Plon, 1993.
- Madame la pluie, Limaille, 1993.
- Bulles enchantées, DS, 1993. Illustré par Filipandré.